# 33 Szkolno-Zapasowy Batalion Grenadierów SS
33 Szkolno-Zapasowy Batalion Grenadierów SS (niem. SS-Grenadier-Ausbildungs und Ersatz-Bataillon 33) – oddział wojskowy Waffen-SS złożony z Estończyków podczas II wojny światowej.

## Historia
Został utworzony w listopadzie 1943 r. z Ersatz Bataillon SS Estnische Legion (Zapasowy Batalion Estońskiego Legionu SS) dla SS-Freiwillige-Estnische-Brigade (Ochotniczej Estońskiej Brygady SS) w SS-Truppubungplatz "Heidelager" (poligon SS "Heidelager") pod Dębicą.